# Star Walkin' (League of Legends Worlds Anthem)
"Star Walkin' (League of Legends Worlds Anthem)" es una canción del rapero y cantante estadounidense Lil Nas X. Fue lanzado como un sencillo por Columbia Records el 22 de septiembre de 2022. El himno del Campeonato Mundial de League of Legends 2022 fue escrito por Lil Nas X, Atia "Ink" Boggs y los productores de la canción, Cirkut y Omer Fedi.

## Posicionamiento en listas
| País (lista)                              | Posición |
| ----------------------------------------- | -------- |
| Alemania (Offizielle Deutsche Charts)     | 25       |
| Australia (ARIA)                          | 21       |
| Austria (Ö3 Austria Top 40)               | 29       |
| Bélgica (Flandes) (Ultratop 50)           | 42       |
| Bélgica (Valonia) (Ultratop 50)           | 14       |
| Canadá (Canadian Hot 100)                 | 17       |
| República Checa (Singles Digitál Top 100) | 15       |
| Dinamarca (Tracklisten)                   | 16       |
| Francia (SNEP)                            | 29       |
| Global 200 (Billboard)                    | 21       |
| Greece International (IFPI)               | 9        |
| Eslovaquia (Singles Digitál Top 100)      | 88       |
| Eslovaquia (Singles Digitál Top 100)      | 15       |
| España (PROMUSICAE)                       | 96       |
| Estados Unidos (Billboard Hot 100)        | 32       |
| Estados Unidos (Adult Top 40)             | 20       |
| Estados Unidos (Mainstream Top 40)        | 15       |
| Estados Unidos (Rhythmic)                 | 13       |
| Hungría (Stream Top 40)                   | 38       |
| Irlanda (IRMA)                            | 53       |
| Italia (FIMI)                             | 66       |
| Lituania (AGATA)                          | 22       |
| Países Bajos (Dutch Top 40)               | 21       |
| Países Bajos (Mega Single Top 100)        | 41       |
| Noruega (VG-lista)                        | 27       |
| Nueva Zelanda (Recorded Music NZ)         | 38       |
| Polonia (Polish Airplay Top 100)          | 41       |
| Portugal (AFP)                            | 27       |
| Reino Unido (UK Singles Chart)            | 40       |
| Singapur (RIAS)                           | 28       |
| South Korea Download (Circle)             | 78       |
| Suecia (Sverigetopplistan)                | 29       |
| Suiza (Schweizer Hitparade)               | 29       |
| Vietnam (Vietnam Hot 100)                 | 43       |